# Martha Ramírez Cardona
Martha Lucía Ramírez Cardona (Manizales, 30 de junho de 1990) é uma importante atleta colombiana da modalidade patinação de velocidade que foi campeã sul-americana em Medellín 2010.

A  trajetória esportiva de Martha Lucia Ramírez Cardona se identifica por sua participação nos seguintes eventos nacionais e internacionais:

## Jogos Sul-Americanos
Foi reconhecido o seu triunfo por ser a 7ª atleta com mais medalhas da delegação da  Colômbia nos jogos de Medellín 2010.

### Jogos Sul-Americanos de Medellín 2010
Por seu desempenho na nona edição dos Jogos, foi destaque por ser a 11ª atleta com o maior de número de medalhas entre todos os participantes do evento, com um total de 7 medalhas:

- , Medalha de ouro: Patinação de velocidade Eliminação 20000m estrada feminino
- , Medalha de ouro: Patinação de velocidade Eliminação 15000m pista feminino
- , Medalha de ouro: Patinação de velocidade Revezamento 3000m pista feminino
- , Medalha de ouro: Patinação de velocidade Revezamento 5000m estrada feminino
- , Medalha de prata: Patinação de velocidade Pontos 10000m estrada feminino
- , Medalha de prata: Patinação de velocidade Maratona estrada feminino
- , Medalha de prata: Patinação de velocidade Pontos + Eliminação 10000m pista feminino